# 墨西哥小吃

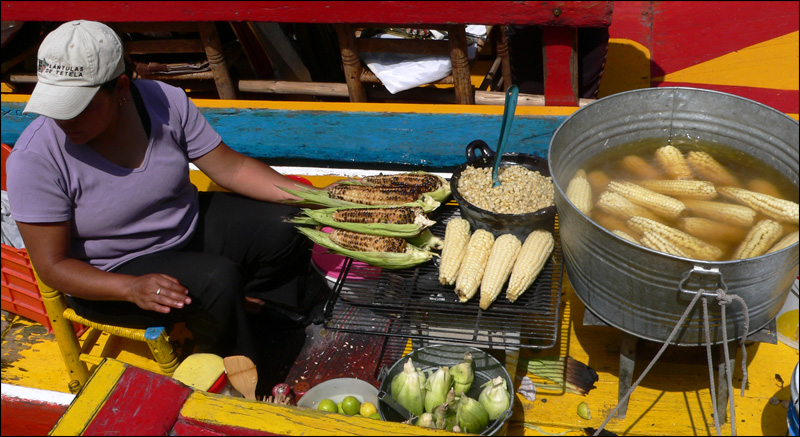
墨西哥小吃

墨西哥小吃（西班牙語：antojito；西班牙語發音：[antoˈxito]），亦作玉米餅餐，墨西哥和其他拉美國家的一種街頭小吃文化。由於當地普遍以玉米作為主食，所以經常以玉米餅來製作小吃。這些小吃通常都有高脂肪含量（因為通常都經過油炸），伴隨辣椒醬食用。雖然這些小吃一般不被視作正餐，但即使作為前菜，有時它的豐膩也令人吃得很飽肚。它現時已成為墨西哥菜肴的象徵。